# Parigi-Nizza 1954
La Parigi-Nizza 1954, dodicesima edizione della corsa, si svolse dal 10 al 14 marzo su un percorso di 1 048 km ripartiti in 5 tappe. Fu vinta dal belga Raymond Impanis davanti ai francesi Nello Lauredi e Francis Anastasi.

## Tappe
| Tappa  | Data     | Percorso                | km    | Vincitore di tappa | Leader cl. generale |
| ------ | -------- | ----------------------- | ----- | ------------------ | ------------------- |
| 1ª     | 10 marzo | Parigi > Nevers         | 252,5 | Raoul Rémy         | Raoul Rémy          |
| 2ª     | 11 marzo | Nevers > Saint-Étienne  | 233,5 | Raymond Impanis    | Raymond Impanis     |
| 3ª     | 12 marzo | Saint-Étienne > Vergèze | 256   | Fausto Coppi       | Raymond Impanis     |
| 4ª     | 13 marzo | Nîmes > Cannes          | 260   | François Mahé      | Raymond Impanis     |
| 5ª     | 14 marzo | Cannes > Nizza          | 51,5  | Jacques Anquetil   | Raymond Impanis     |
| Totale | Totale   | Totale                  | 1048  |                    |                     |

## Dettagli delle tappe

### 1ª tappa
- 10 marzo: Parigi > Nevers – 252,5 km

| Pos. | Corridore        | Squadra  | Tempo    |
| ---- | ---------------- | -------- | -------- |
| 1    | Raoul Rémy       | Mercier  | 6h27'45" |
| 2    | Riccardo Filippi | Bianchi  | s.t.     |
| 3    | Jean Delahaye    | La Perle | s.t.     |

| Pos. | Corridore  | Squadra | Tempo    |
| ---- | ---------- | ------- | -------- |
| 1    | Raoul Rémy | Mercier | 6h27'45" |

### 2ª tappa
- 11 marzo: Nevers > Saint-Étienne – 233,5 km

| Pos. | Corridore        | Squadra | Tempo    |
| ---- | ---------------- | ------- | -------- |
| 1    | Raymond Impanis  | Mercier | 6h25'45" |
| 2    | Germain Derycke  | Alcyon  | s.t.     |
| 3    | Hilaire Couvreur | Terrot  | a 8"     |

| Pos. | Corridore       | Squadra | Tempo |
| ---- | --------------- | ------- | ----- |
| 1    | Raymond Impanis | Mercier |       |

### 3ª tappa
- 12 marzo: Saint-Étienne > Vergèze – 256 km

| Pos. | Corridore         | Squadra  | Tempo    |
| ---- | ----------------- | -------- | -------- |
| 1    | Fausto Coppi      | Bianchi  | 7h34'48" |
| 2    | Raymond Impanis   | Mercier  | a 7"     |
| 3    | Dominique Forlini | Hercules | s.t.     |

| Pos. | Corridore       | Squadra | Tempo |
| ---- | --------------- | ------- | ----- |
| 1    | Raymond Impanis | Mercier |       |

### 4ª tappa
- 13 marzo: Nîmes > Cannes – 260 km

| Pos. | Corridore        | Squadra  | Tempo    |
| ---- | ---------------- | -------- | -------- |
| 1    | François Mahé    | Dilecta  | 8h56'53" |
| 2    | Riccardo Filippi | Bianchi  | a 4"     |
| 3    | Lucien Lazaridès | Arliguie | a 2'17"  |

| Pos. | Corridore       | Squadra | Tempo |
| ---- | --------------- | ------- | ----- |
| 1    | Raymond Impanis | Mercier |       |

### 5ª tappa
- 14 marzo: Cannes > Nizza – 51,5 km

| Pos. | Corridore        | Squadra  | Tempo    |
| ---- | ---------------- | -------- | -------- |
| 1    | Jacques Anquetil | La Perle | 1h18'27" |
| 2    | Raymond Impanis  | Mercier  | a 29"    |
| 3    | Francis Anastasi | Mercier  | a 1'09"  |

| Pos. | Corridore       | Squadra | Tempo     |
| ---- | --------------- | ------- | --------- |
| 1    | Raymond Impanis | Mercier | 30h49'05" |

## Classifiche finali

### Classifica generale
| Pos. | Corridore        | Squadra      | Tempo     |
| ---- | ---------------- | ------------ | --------- |
| 1    | Raymond Impanis  | Mercier      | 30h49'05" |
| 2    | Nello Lauredi    | Terrot       | a 1'02"   |
| 3    | Francis Anastasi | Mercier      | a 1'37"   |
| 4    | Riccardo Filippi | Bianchi      | a 3'01"   |
| 5    | Hilaire Couvreur | Terrot       | a 4'26"   |
| 6    | Georges Meunier  | La Perle     | a 5'32"   |
| 7    | Jacques Anquetil | La Perle     | a 7'26"   |
| 8    | Jacques Renaud   | Royal Codris | a 7'34"   |
| 9    | Maurice Blomme   | Bertin       | a 7'41"   |
| 10   | Antonin Rolland  | Terrot       | a 7'57"   |